# S/2003 (2003 QY90) 1
S/2003 (2003 QY90) 1, também escrito como S/2003 (2003 QY90) 1, é o objeto secundário do corpo celeste denominado de 2003 QY90. Ele é um objeto transnetuniano que tem cerca de 80 km de diâmetro e orbita o corpo primário a uma distância de 8 549 ± 95 km.

## Descoberta
S/2003 (2003 QY90) 1 foi descoberto no dia 23 de outubro de 2003 através do Telescópio Espacial Hubble e sua descoberta foi anunciada em 29 de outubro de 2007.